# Heltborg Museum
Heltborg Museum er et mindre museum, der ligger ved Hurup i Thy. Museet har både en historisk samling og en kunstsamling. Museet er en afdeling af Museum Thy.

## Udstilling
Heltborg Museum har først og fremmest en stor samling af værker af Jens Søndergaard. Det drejer sig om malerier, tegninger og litografier. Derudover kan der ses værker af de lokale kunstnere Leo Estvad og Ellen Raadal.
Museet indeholder en egnshistorisk samling for Thy med fokus på landbrugets historie. Bag museet findes en rekonstrueret jernaldergård  baseret på lokale fund. I skolernes sommerferie er der aktiviteter i form af levendegørelse og pædagogiske håndværksaktiviteter for børn.